# Бойня на ручье Вундед-Ни
Бойня на ручье Ву́ндед-Ни (англ. Wounded Knee Massacre), известная также как Резня у Вундед-Ни — последнее крупное вооружённое столкновение между индейцами лакота языковой семьи сиу и армией США, и одна из последних битв Индейских войн. Бойней впервые это столкновение назвал генерал Нельсон Майлз в своём письме комиссару по делам индейцев.

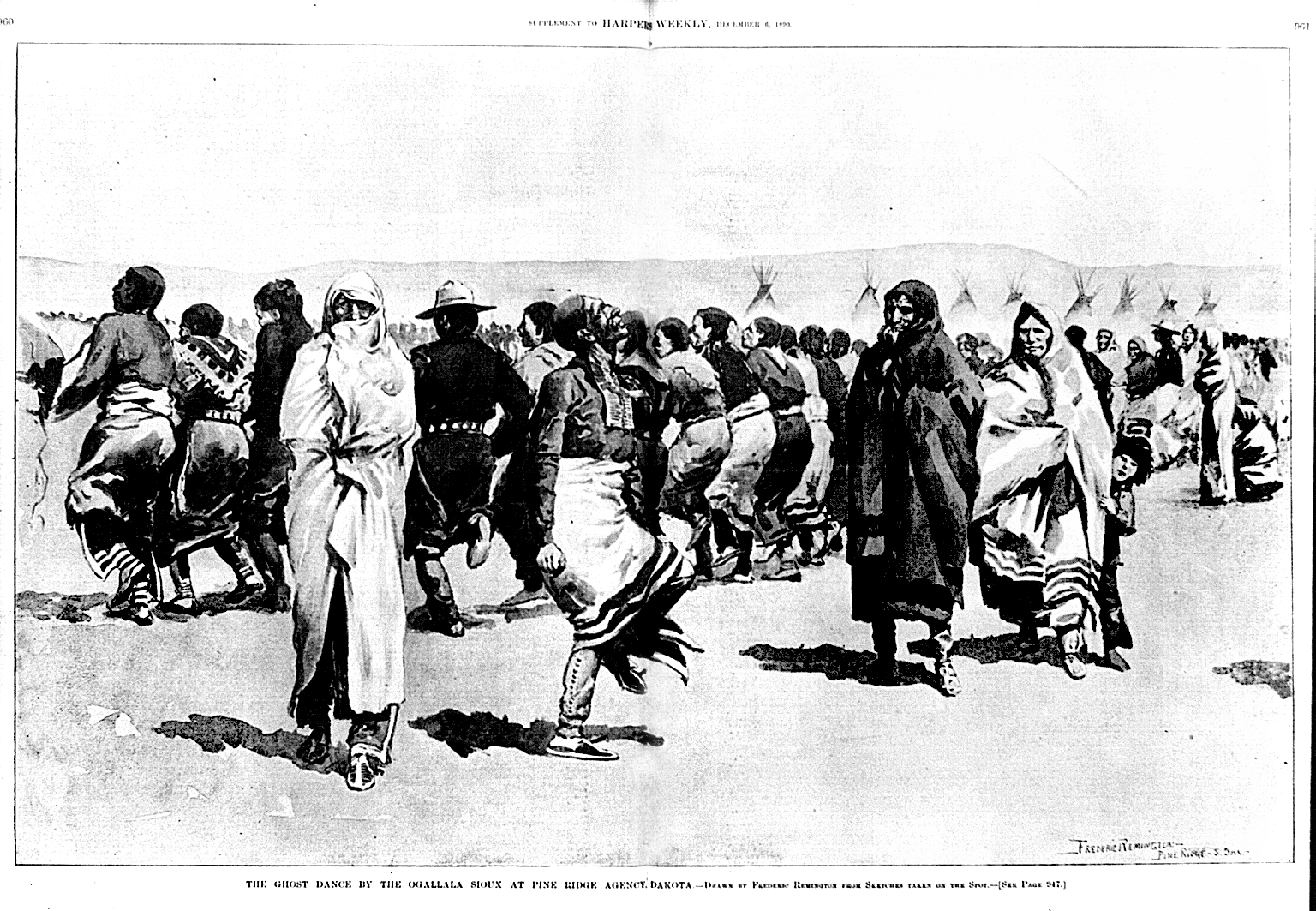
Пляска Духа у Оглала Лакота в резервации Пайн-Ридж, 1890 г.

## Предпосылки

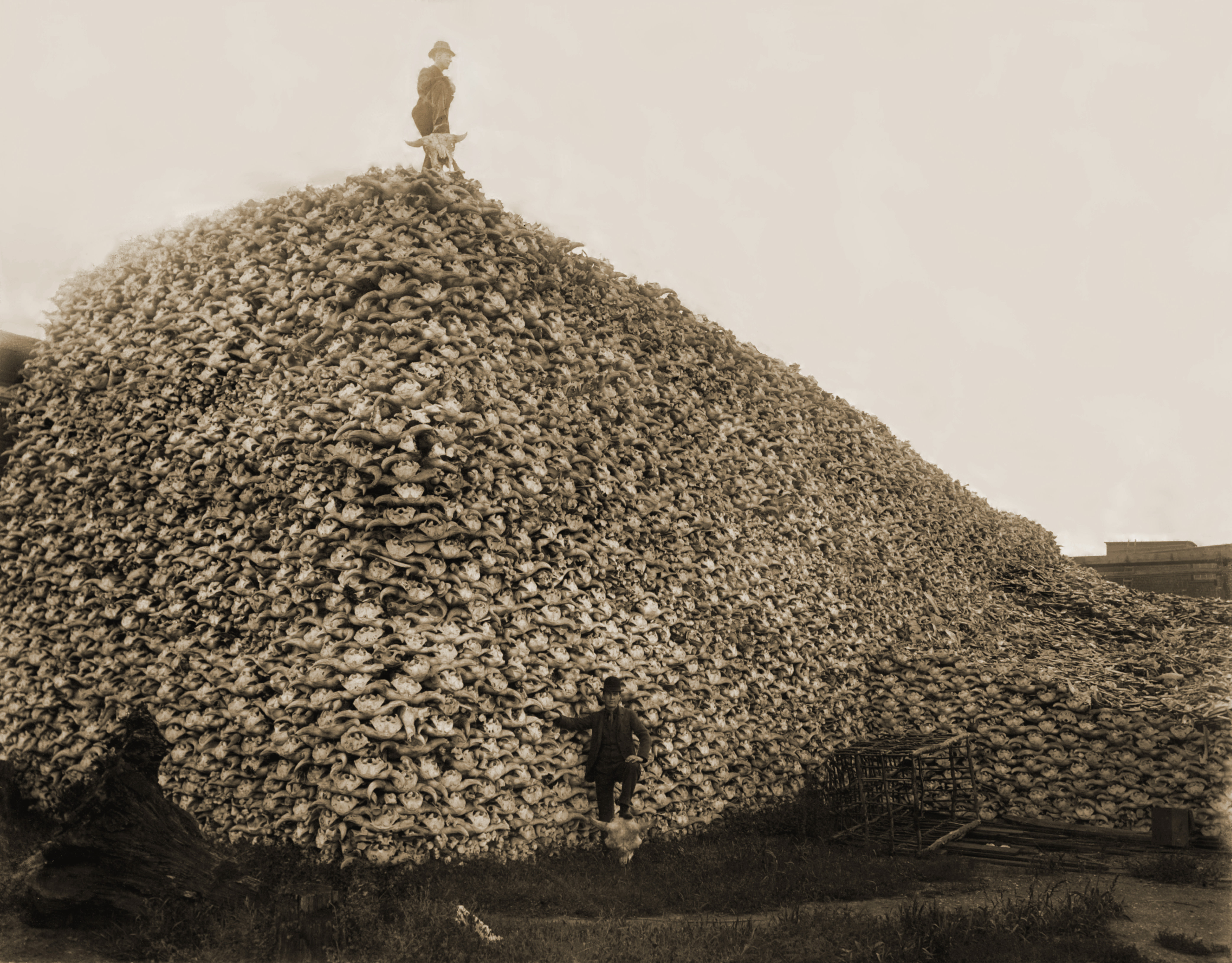
Пирамида из черепов бизонов, уничтоженных в середине 1870-х годов. Костяной мукой удобряли поля.

В 1880-е годы правительство США продолжало захватывать земли племён Лакота. Когда-то неисчислимые стада бизонов (основной источник пищи индейцев) были уничтожены белыми поселенцами. В 1875 году американский генерал Филип Шеридан заявил на слушаниях в Конгрессе:
Охотники за бизонами сделали за последние два года больше для решения острой проблемы индейцев, чем вся регулярная армия за последние 30 лет. Они уничтожают материальную базу индейцев... Пошлите им порох и свинец, коли угодно, ... и позвольте им убивать, свежевать шкуры и продавать их, пока они не истребят всех бизонов!
 Шеридан даже предлагал учредить специальную медаль для охотников, подчёркивая важность истребления бизонов.
Условия договоров с правительством о материальной помощи и защите резерваций от вторжения белых поселенцев и золотоискателей также не выполнялись. Два года, предшествующие событию, были неурожайными, как для индейцев, так и для белых поселенцев. Не получая обещанной правительственной помощи, многие племена голодали. В результате в резервациях индейцев нарастало напряжение.
Среди племён распространилась новость о пророке племени пайютов по имени Вовока, основавшем религию Пляска духов. Пророк имел видение, что христианский мессия Иисус Христос вернулся на землю в облике индейца.
Мессия спасёт всех верующих индейцев на земле. Белые люди исчезнут, стада бизонов и других животных вернутся в изобилии. Также на землю вернутся и духи предков, чтобы жить в мире — таково происхождение названия «Пляска духов». Всего этого можно добиться исполняя Пляску духов. Послы индейцев лакота узнали у пророка Вовока, вождя Пинающий Медведь и Короткого Быка, что исполнение пляски дарует им также особую рубашку духов, которую видел в видении Чёрный Лось. Пинающий Медведь утверждал, что эта рубашка защищает от пуль.
Белые американцы были встревожены религиозным возбуждением и распространением Пляски духов среди множества племен Великих равнин и полагали, что за этим последуют вооружённые атаки. Обеспокоенная администрация, желая предупредить насилие, планировала арестовать некоторых вождей, в частности, Сидящего Быка — вождя индейцев, разгромившего в 1876 году 7-й кавалерийский полк США.
15 декабря 1890 года 40 полицейских-индейцев попытались арестовать Сидящего Быка в его доме. Это вызвало массовый протест и перестрелку в момент задержания. В результате были убиты Сидящий Бык, 8 его сторонников и 6 полицейских. После смерти вождя 200 членов его племени хункпапа, опасаясь репрессий, бежали и частично присоединились к племени миннеконжу под водительством вождя Пятнистый Лось, впоследствии известного под именем «Большая Нога».
Пятнистый Лось и его племя, включая 38 хункпапа, 23 декабря 1890 года покинули резервацию Шайенн-Ривер, чтобы найти убежище в резервации Пайн-Ридж.

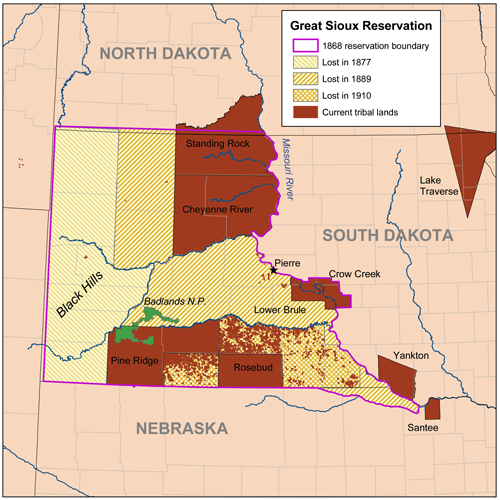
Большая резервация Сиу и современные резервации. Этапы изъятия земель индейцев.

Судя по карте исторических изменений «Большой резервации Сиу», подоплёкой конфликта могли быть не только материальные трудности и религиозное возбуждение, но и то, что обширные территории, разделяющие резервацию Шайенн-Ривер и резервацию Пайн-Ридж, были отняты у индейцев в 1889 году. Причём агрессию против индейцев резерваций начали именно вооружённые формирования правительства США. За всё время «враждебности» и «восстания» не сообщалось ни об одном пострадавшем (гражданском) белом поселенце в окрестностях резерваций.

### Роль американской прессы
Значительную роль в нагнетании напряжённости сыграл агент по делам индейцев Даниэль Ф. Ройер, прибывший в Пайн-Ридж в 1890-м году, и американская пресса. Ройер не знал индейцев и патологически их боялся, Пляску духа он воспринимал как сугубо военный танец и регулярно отсылал правительству панические депеши о том, что индейцы вот-вот начнут войну и необходимо прислать войска. В ответ в ноябре президент Бенджамин Гаррисон прислал пехотный полк и команду журналистов. Местные жители, в первую очередь торговцы, в силу экономического кризиса были весьма заинтересованы в присылке и удержании войск и журналистов, это способствовало раздуванию истерии. Репортёры начали публиковать фантастические статьи в центральной прессе. В результате новая индейская религия и мифическая угроза войны превратились в проблему общенационального масштаба. Из «враждебных религиозных фанатиков и сектантов» был сформирован образ врага. Грамотные индейцы информировали соплеменников о передвижении войск и часто в искажённой форме передавали панические слухи белых. Это нагнетало напряжённость в самих резервациях, истерия и взаимное недоверие достигли предела. В итоге индейцы миннеконжу, которых военные пытались убедить оставаться в своём посёлке, пришли к убеждению, что их собираются депортировать то ли на индейские территории, то ли на остров Атлантического океана, и надо искать спасения на труднодоступных землях в резервации Пайн-Ридж. Глубокой ночью 23 декабря племя пустилось в бегство. Военные начали преследование, но сумели настигнуть и блокировать индейцев только 28 декабря, когда племя уже почти достигло своей цели.

## Вооружённое столкновение
29 декабря 1890 года отряд из пятисот бойцов и четырёх пушек 7-го кавалерийского полка США окружил лагерь индейцев народности Лакота — миннеконжу и хункпапа, приверженцев новой индейской религии, разбитый на территории резервации Пайн-Ридж. Перед полком была поставлена задача разоружить индейцев и арестовать их вождя. Вождь индейцев Большая Нога тяжело болел, остальные индейцы также были измождены зимним переходом и не собирались оказывать организованное сопротивление. Однако многие индейцы не хотели сдавать оружие, поскольку охота в это трудное время была для них единственным источником существования. Полковник Форсайт игнорировал просьбы индейцев и послал небольшой отряд солдат обыскивать их типи. Крики индейских женщин, протестовавших против обыска своих жилищ, усилили напряжение индейцев. Они начали петь песню Пляски духов и бросать в воздух комья грязи, напряжение солдат достигло предела. В какой-то момент прозвучал случайный выстрел, который спровоцировал хаотичную перестрелку.
В ходе сражения погибло 25 солдат и не менее 153 индейцев, включая мужчин, женщин и детей. По некоторым источникам число убитых индейцев достигает 300 человек. Считается, что некоторые солдаты были случайно убиты своими же товарищами, поскольку первоначально стрельба велась в хаосе с близкого расстояния, часть солдат находилась среди индейцев, а многие индейцы были уже разоружены и пытались отбиваться только ножами. По некоторым свидетельствам в момент изъятия оружия мужчины и женщины племени были разъединены и после начала перестрелки солдаты открыли огонь из пушек по лагерю индейцев, где не было никого кроме женщин и детей, и над которым был поднят белый флаг.
...невероятно, но окружающие солдаты открыли бешеный перекрёстный огонь по смешавшейся массе людей, и по индейцам и по нам, в то время как первый же залп пушек срезал множество женщин и детей, которые наблюдали происходящее со стороны...— Хью Макгиннис, свидетельские показания 
Потом солдаты на конях стали преследовать и добивать разбегающихся во все стороны индейцев независимо от их пола и возраста. После первой быстротечной перестрелки и бегства, уцелевших в этой перестрелке индейцев, американские солдаты неоднократно возобновляли огонь в течение нескольких часов. Но в отличие от бойни на Сэнд-Крик тела убитых индейцев не скальпировались и не расчленялись. По разным источникам, от 51 до 150 индейцев сумели бежать или спрятаться и впоследствии были доставлены в резервацию Пайн-Ридж, где они уже и находились в момент перестрелки (современный посёлок Вундед-Ни находится на территории резервации).
За это сражение как минимум 20 военнослужащих полка были награждены высшей воинской наградой США — Медалью Почёта.

## Через три дня

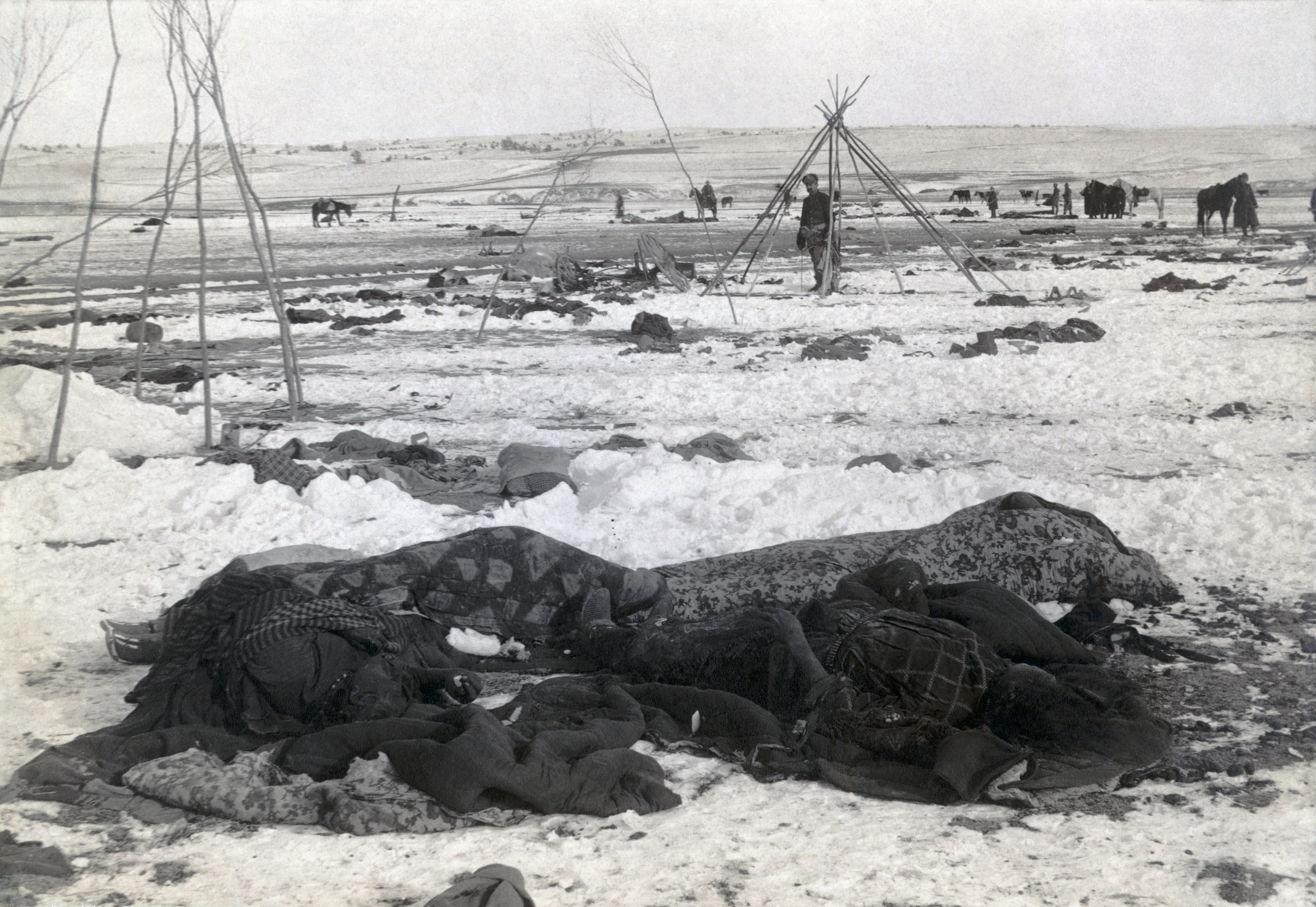
Убитые женщины среди остатков индейского лагеря.

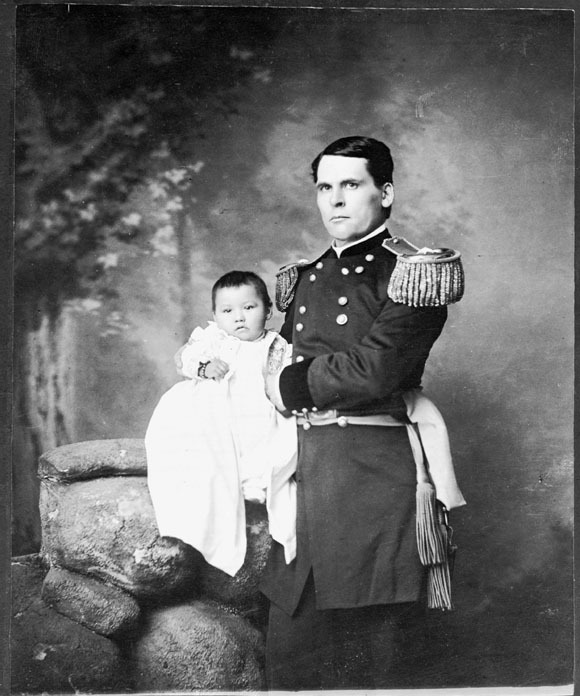
Генерал Л. У. Колби (L. W. Colby) с девочкой Зинткала Нуни (Потерянная Птичка), найденной на поле боя.

После трёхдневной пурги военные наняли гражданских для захоронения мёртвых индейцев. Заледеневшие трупы были собраны и похоронены в общей могиле на холме над артиллерийскими позициями. Сообщалось, что четыре младенца были найдены живыми, закутанными в шали своих убитых матерей. Всего на поле боя было найдено убитыми 84 мужчины, 44 женщины, и 18 детей. Ещё как минимум 7 индейцев были смертельно ранены.
Генерал Нельсон Майлз освободил полковника Форсайта от командования и инициировал расследование, которое, однако, не проводилось как формальный военный трибунал.

## Свидетельства очевидцев
- Эдвард С. Годфри, капитан 7-го кавалерийского полка — «Я знаю, что солдаты не целились и были очень возбуждены. Я не верю, что они видели в кого стреляли. Они стреляли очень быстро, и, кажется, через несколько секунд перед нами не осталось ничего живого; воины, женщины, дети, лошади и собаки… пали под бесприцельным огнём.»[19] (Годфри в чине лейтенанта служил во вспомогательном отряде во время разгрома 7-го кавалерийского полка в битве при Литтл-Бигхорн)[20].
- Хью МакГиннис, рядовой 7-го кавалерийского полка — «Генерал Нельсон Майлз, который посетил место бойни после трёхдневной снежной бури, насчитал примерно 300 покрытых снегом тел в окрестностях, в том числе на значительном удалении. Он с ужасом убедился, что беззащитных детей и женщин с грудными младенцами на руках солдаты преследовали и безжалостно убивали на расстоянии до двух миль от места перестрелки…»[15] (МакГиннис, который во время бойни находился среди индейцев и был дважды ранен, пережил всех остальных участников этого события из 7-го кавалерийского полка и написал книгу «Я участвовал в бойне при Вундед-Ни».)

## Версии причин и мотивов
Последующее военно-судебное разбирательство, организованное по инициативе генерала Майлза, пришло к выводу, что причиной неуправляемого развития операции были тактические изъяны в её организации полковником Форсайтом, а солдаты в целом старались избежать жертв среди не комбатантов. Полковник Форсайт был восстановлен в должности, а впоследствии произведён в генерал-майоры.
Генерал Майлз обвинил полковника Форсайта в преднамеренной организации бойни. По его версии и по мнению чешского этнографа Милослава Стингла, бойня на Вундед-Ни произошла по вине командира седьмого кавалерийского полка. Среди сиу был глухой индеец, по имени Чёрный Койот. Он не слышал приказа сдать оружие и не хотел отдавать свою винтовку солдату, поскольку заплатил за неё много денег. В результате этой борьбы и произошёл первый выстрел. Полковник Форсайт, решив, что индейцы атакуют, приказал расстрелять лагерь с безоружными и полумёртвыми от усталости людьми. Но никаких свидетельств в пользу якобы имевшего место приказа не существует. Более вероятно, что солдаты окрыли огонь сразу, не дожидаясь приказа, а индейцы открыли ответный огонь, который был быстро подавлен.

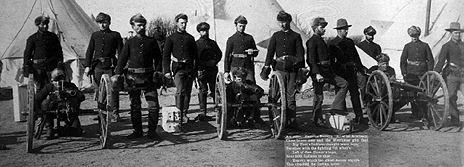
Солдаты с тремя из четырёх пушек Гочкиса, участвовавших в бойне. Надпись на фотографии гласит: «Славная Батарея Е 1-го Артиллерийского. Эти смелые ребята и пушки Гочкиса, которые индейцы Большой Ноги считали игрушками, вместе с уцелевшими ребятами 7-го полка ген. Кастера отправили 200 индейцев на Небеса, столь милые этим плясунам духа. Так покончили с индейским гвалтом, и ген. Майлз со штабом вернулся в Иллинойс.»

Известно, что в полку служило некоторое число солдат и офицеров, уцелевших в битве при Литтл-Бигхорн, в которой полк был разгромлен индейцами Лакота, потерял половину личного состава и командира — знаменитого генерала Кастера. Эти солдаты не могли не испытывать особо неприязненных чувств к индейцам Лакота. Другие солдаты также не могли не знать о позорном разгроме своего полка, имевшем общенациональный резонанс.

## Дискуссия о наградах

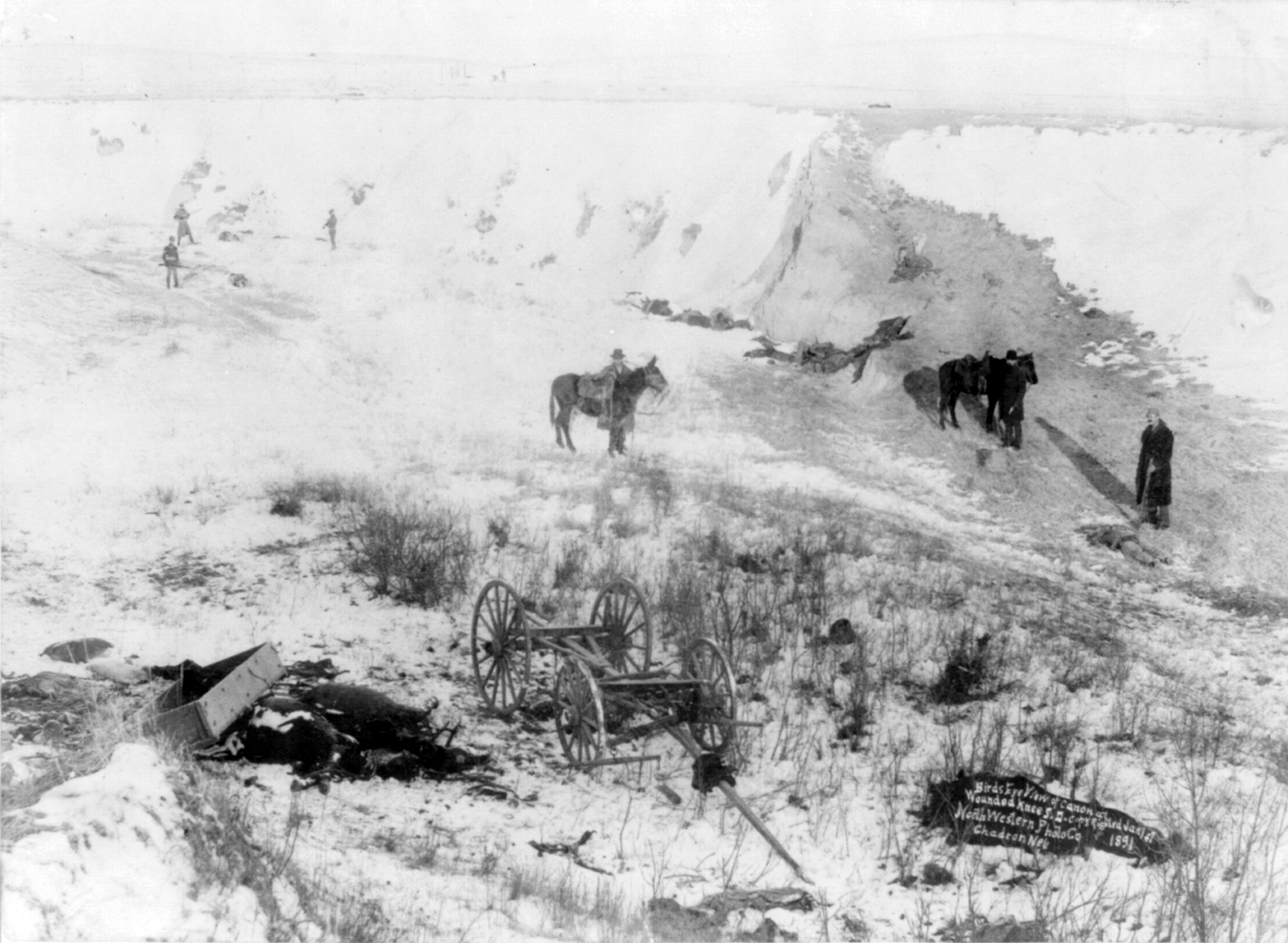
Каньон Вундед-Ни. На переднем плане трупы лошадей, далее по дну оврага разбросаны тела индейцев.

Американская армия вручила высшую военную награду Медаль Почёта двадцати участникам этой акции. До 1916 года эта награда вручалась гораздо чаще, чем потом (причиной тому были залежавшиеся складские запасы, отчеканенные ещё в период гражданской войны), но «такое число медалей кажется непропорциональным по сравнению с числом награждённых в других сражениях». Например, ранее за пятидневное сражение американских подразделений не меньшей численности с более сильным противником в сражении при Бэр-По было вручено только три медали.
В 2001 году Национальный конгресс американских индейцев принял две резолюции, которые осуждали эти награждения и призывали правительство США аннулировать их.
Согласно формулировкам награждений, медали в основном вручались за активное преследование индейцев, которые пытались убежать или спрятаться в близлежащем овраге. Есть и такая формулировка: «за беспримерную храбрость в обуздании и возвращении на линию огня паникующего вьючного мула.».
| Две цитаты из приказов о награждении Медалью Почёта за Вундед-Ни |
| Грешам, Джон К. Старший лейтенант 7-го кавалерийского полка США. Каньон Вундед-Ни, Южная Дакота, 29 декабря 1890. Добровольно повёл подразделение в овраг, чтобы выбить засевших в нём индейцев Сиу. В бою был ранен. Салливан Томас Рядовой 7-го кавалерийского полка США. Каньон Вундед-Ни, Южная Дакота, 29 декабря 1890. Исключительная храбрость в бою против засевших в овраге индейцев. |

## Реакция американской общественности
Реакция общественности в те годы на эту бойню в целом была благоприятной, что отражало многолетний страх и неприязнь белых колонистов по отношению к индейцам. Американская публика также полагала, что речь идёт об уничтожении экстремистской религиозной секты, и в отличие от войны не-персе, в которой армия США понесла гораздо большие потери, симпатий к индейцам эта бойня не вызвала. В редакционной статье, посвящённой этому событию, в 1891 году молодой редактор газеты Абердинский Субботний Пионер (Aberdeen Saturday Pioneer) Лаймен Фрэнк Баум, впоследствии автор книги Страна Оз, писал:

Пионер уже заявлял, что наша безопасность требует полного уничтожения индейцев. Притесняя их в течение веков, нам следует, чтобы защитить нашу цивилизацию, ещё раз их притеснить и стереть, наконец, этих диких и неприручаемых тварей с лица земли. В этом залог будущей безопасности наших поселенцев и солдат, которые оказались под некомпетентным командованием. Иначе в будущем нас ожидают проблемы с краснокожими, ничуть не меньшие, чем в прошлые годы.

## В культуре
- 2003 — эпизоды бойни показаны в фильме «Последний самурай».
- 2004 — история про страдающего глухотой Чёрного Койота отражена в самом начале фильма «Идальго».
- 2005 — бойня показана в конце мини-сериала «На запад».
- 2007 — «Схороните моё сердце у Вундед-Ни», экранизация одноимённого романа Ди Брауна.
- Главный герой компьютерной игры «Bioshock Infinite» Букер ДеВитт является участником бойни на ручье Вундед-Ни.